# The Typhoon
The Typhoon è un film muto del 1914 diretto da Reginald Barker.
Il soggetto del film prende spunto dall'omonimo lavoro teatrale del 1909 del commediografo ungherese Melchior Lengyel che venne adattato in inglese da Emil Nyitray e Byron Ongley. La pièce inglese andò in scena a Broadway l'11 marzo 1912.

## Trama
Inviato in missione a Parigi, il diplomatico giapponese Tokorama intreccia una relazione con una ballerina, Helene che, per lui, rompe con il fidanzato americano. I giapponesi impongono a Tokorama di lasciare la ragazza, ma lei rifiuta quell'ultimatum. Dopo una visita di Bernisky, l'ex fidanzato di Helene, il diplomatico chiede alla donna di andarsene. Poi, pentito, la richiama. I due hanno un alterco e lei insulta l'amante che, fuori di sé, la strangola. Tokorama vorrebbe confessare il suo crimine, ma la ragione di stato ha la meglio: la sua missione è troppo importante e l'ambasciata nasconde alle autorità la sua colpevolezza, sacrificando in sua vece il giovane Hironari che si prende la colpa dell'omicidio, venendo così condannato alla ghigliottina. Tokorama, in seguito, morirà e i colleghi bruceranno i suoi incartamenti per proteggere il Giappone.

## Produzione
Il film fu prodotto dalla New York Motion Picture.

## Distribuzione
Il copyright del film, richiesto dalla New York Motion Picture Corp., fu registrato il 5 ottobre 1914 con il numero LU3523.
Distribuito dalla Paramount Pictures, il film uscì nelle sale statunitensi il 10 ottobre 1914.